# Girolamo Leoni
Girolamo Leoni (Ancona, ... – Chieti, 1578) è stato un arcivescovo cattolico italiano.

## Biografia
Apparteneva a una nobile famiglia di Ancona.
Eletto da papa Pio V vescovo di Sagona il 24 gennaio 1567, il 9 febbraio successivo ricevette la consacrazione episcopale nella cappella Sistina dalle mani di Egidio Valenti, vescovo di Nepi e Sutri.
Il 30 ottobre 1577 fu trasferito da papa Gregorio XIII alla sede arcivescovile di Chieti e ricevette il pallio dei metropoliti il 27 agosto 1578.
Intrattenne una interessante corrispondenza con l'umanista Paolo Sadoleto e di lui parla Francesco Ferretti nei suoi Diporti notturni.
Morì a Chieti dopo un anno di episcopato e fu sepolto in cattedrale.

## Genealogia episcopale
La genealogia episcopale è:
- Cardinale Scipione Rebiba
- Vescovo Egidio Valenti, O.S.A.
- Vescovo Girolamo Leoni